# Сперматорея
Сперматорея — це стан надмірного, мимовільного виділення с́ім'я, не пов'язаного із сексуальним збудженням.
У західній медицині дев'ятнадцятого століття сперматорея може вважатися медичним розладом, який мав руйнівний і спустошливий вплив на розум і тіло. Ліки проти сперматореї вважалися примусовою цнотливістю та уникненням мастурбації, причому як лікування іноді використовувалося обрізання.
Традиційна китайська медицина вважає виробництво сперми одним із найбільших навантажень на цзин (ниркову есенцію). Це визнаний розлад у традиційній китайській медицині, при якому певні моделі мимовільної еякуляції відображають проблеми з ці нирок.
В аюрведичній медицині ашваганда і бала використовують для лікування цього вата-нездужання. Індійська цифрова бібліотека традиційних знань (TKDL) також має лікарські рецепти з використанням цієї трави.
У XVIII й XIX століттях, якщо у пацієнта відбувалася еякуляція поза подружнім актом або виділялося більше сперми, ніж зазвичай, у нього діагностували хворобу, яка називається сперматореєю або «слабкістю с́ім’я». Для лікування були рекомендовані різні препарати та інші методи лікування, включно з обрізанням та кастрацію. Деякі альтернативні практики, особливо цілителі травами, продовжують діагностувати та консультувати лікування випадків сперматореї. 